# Ferdinando Baldi
Ferdinando Baldi (* 19. Mai 1927 in Cava de’ Tirreni, Salerno; † 12. November 2007 in Rom) war ein italienischer Filmregisseur und Drehbuchautor. 

## Leben
Baldi hatte Geisteswissenschaften studiert und arbeitete als Lehrer, als er 1952 durch Vermittlung des Produzenten Tiziano Longo seine Filmkarriere begann; zunächst drehte er Komödien und Unterhaltungsfilme. 1960 führte er zusammen mit Richard Pottier Regie bei dem Historienfilm David und Goliath (David e Golia) mit Orson Welles.
Während Baldi Anfang der 1960er Jahre vor allem sogenannte ‚Sandalenfilme‘ drehte, wechselte er in den folgenden Jahren zum Genre des Italowestern. Oft arbeitete er mit Tony Anthony, ihre Versuche, den 3D-Film wiederzubeleben, scheiterten jedoch. Die letzten Filme Baldis waren billige Söldnerfilme im Umfeld der Vietnamkriegs-Thematik; darunter der seltene Fall (Missione finale) eines in Nordkorea gedrehten Filmes. Insgesamt drehte Baldi zwischen 1952 und 1988 38 Filme, darunter auch in Co-Regie.
Baldi wurde auch unter den Pseudonymen Ferdy Baldwin und Ted Kaplan geführt.

## Filmografie (Auswahl)
- 1953: Il prezzo dell'onore
- 1954: Assi alla ribalta
- 1955: Ricordami
- 1957: Du bist mein Schicksal (Amarti è il mio destino)
- 1960: David und Goliath (David e Golia)
- 1961: Die verlorene Legion (Orazi e Curiazi)
- 1963: Die Kosaken kommen (Taras Bulba, il Cosacco)
- 1963: Die Schlacht von Toledo (Sfida al re di Castiglia)
- 1964: Der Sohn von Cäsar und Cleopatra (Il figlio di Cleopatra)
- 1966: Goldsnake - Das Geheimnis der goldenen Schlange (Goldsnake 'Anonima Killers')
- 1966: Hermann der Cherusker (Il massacro della foresta nera)
- 1966: Django, der Rächer (Texas addio)
- 1967: Blaue Bohnen für ein Halleluja (Little Rita nel West)
- 1968: Hasse deinen Nächsten (Odia il prossimo tuo)
- 1968: Django und die Bande der Gehenkten (Preparati la bara!)
- 1969: Seine Kugeln pfeifen das Todeslied (Il pistolero dell’Ave Maria)
- 1971: Blindman, der Vollstrecker (Blindman)
- 1972: The Opium Connection (Afyon oppio)
- 1973: Vier Fäuste schlagen wieder zu (Carambola)
- 1973: Fünf Rätsel zum Tod (Una vita lunga un giorno)
- 1975: Vier Fäuste und ein heißer Ofen (Carambola, filotto… tutti in buca)
- 1976: Time Breaker (Get mean)
- 1980: Das Urlaubsflittchen (La compagna di viaggio)
- 1980: Horrorsex im Nachtexpress (La ragazza del vagone letto)
- 1981: Alles fliegt dir um die Ohren (Comin’ at Ya!)
- 1983: Das Geheimnis der vier Kronjuwelen (El tesoro de las cuatro coronas)
- 1986: War Bus
- 1988: Ten Zan – The Ultimate Mission (Missione finale)